# Forces aériennes djiboutiennes
Les forces aériennes djiboutiennes (FAdD) sont la composante aérienne des forces armées djiboutiennes. Elle est chargée de la  défense de l'espace aérien de Djibouti et de l'appui aux troupes terrestres.

## Histoire

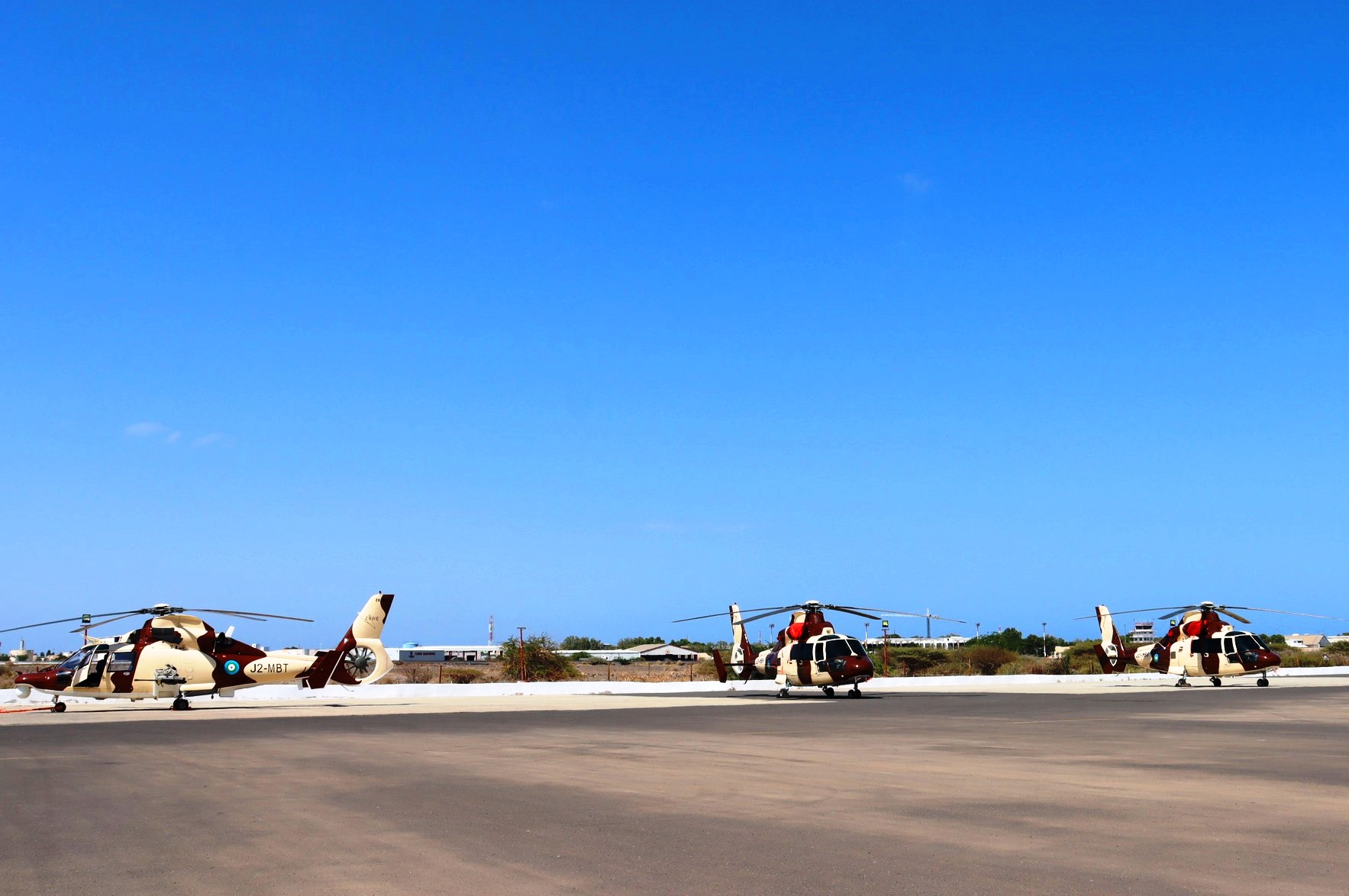
Un Harbin Z-9 à gauche et deux AS565 Panther de face à droite en 2023

Le 27 juin 1977, l'indépendance de Djibouti est proclamée. Les forces armées djiboutiennes, comprenant notamment une composante aérienne, voient le jour.

## Équipements
Les appareils en service en 2024 selon le site flightglobal sont les suivants :
| Aéronefs                    | Origine            | Type               | En service         | Versions           | Notes                                                               |                    |
| Avion de transport          | Avion de transport | Avion de transport | Avion de transport | Avion de transport | Avion de transport                                                  | Avion de transport |
| --------------------------- | ------------------ | ------------------ | ------------------ | ------------------ | ------------------------------------------------------------------- | ------------------ |
| Cessna 208 Caravan          | États-Unis         | Utilitaire         | 1                  |                    | 2 en version renseignement et reconnaissance commandés en mars 2024 |                    |
| Xian MA60                   | Chine              | Transport          | 2                  | MA60H-500          |                                                                     |                    |
| Harbin Y-12                 | Chine              | Transport          | 2                  |                    |                                                                     |                    |
| Let L-410 Turbolet          | Tchéquie           | Transport          | 2                  |                    |                                                                     |                    |
| Hélicoptère                 |                    |                    |                    |                    |                                                                     |                    |
| Aérospatiale AS350 Écureuil | France             | Utilitaire         | 1                  | AS355F Ecureuil II | 2 en 2016                                                           |                    |
| Aérospatiale AS565 Panther  | France             | Utilitaire         | 4                  |                    |                                                                     |                    |
| Mil Mi-8                    | Union soviétique   | Utilitaire         | 2                  | Mi-8T Hip          |                                                                     |                    |
| Mil Mi-24                   | Union soviétique   | Combat             | 2                  | Mi-35              |                                                                     |                    |
| Harbin Z9                   | Chine              | Utilitaire         | 1                  |                    | Immatriculation J2-MBT                                              |                    |

### Anciens aéronefs
Les appareils retirés du service sont les suivants (en service en 2016) :
| Aéronefs           | Origine            | Type               | En service         | Versions           | Notes                                   |                    |
| Avion de transport | Avion de transport | Avion de transport | Avion de transport | Avion de transport | Avion de transport                      | Avion de transport |
| ------------------ | ------------------ | ------------------ | ------------------ | ------------------ | --------------------------------------- | ------------------ |
| Cessna 206         | États-Unis         | Avion léger        | 1                  | U206G Stationair   | Détruit lors d'un crash le 02 août 2017 |                    |
| Hélicoptère        |                    |                    |                    |                    |                                         |                    |
| Mil Mi-17          | Union soviétique   | Utilitaire         | 1                  | Mi-17 Hip H        |                                         |                    |